# Real Madrid Club de Fútbol 1981-1982
Questa voce raccoglie le informazioni riguardanti il Real Madrid Club de Fútbol nelle competizioni ufficiali della stagione 1981-1982.

## Rosa
| N. |                           | Ruolo | Calciatore             |
| -- | ------------------------- | ----- | ---------------------- |
|    | Spagna (bandiera)         | P     | Miguel Ángel González  |
|    | Spagna (bandiera)         | P     | Agustín Rodríguez      |
|    | Spagna (bandiera)         | P     | Mariano García Remón   |
|    | Spagna (bandiera)         | D     | José Antonio Camacho   |
|    | Spagna (bandiera)         | D     | Isidoro San José       |
|    | Spagna (bandiera)         | D     | Rafael García Cortés   |
|    | Spagna (bandiera)         | D     | Antonio García Navajas |
|    | Spagna (bandiera)         | D     | Andrés Sabido          |
|    | Spagna (bandiera)         | D     | Gregorio Benito        |
|    | Spagna (bandiera)         | C     | Ricardo Gallego        |
|    | Germania Ovest (bandiera) | C     | Ulrich Stielike        |

| N. |                        | Ruolo | Calciatore                   |
| -- | ---------------------- | ----- | ---------------------------- |
|    | Spagna (bandiera)      | C     | Ángel de los Santos          |
|    | Spagna (bandiera)      | C     | Vicente del Bosque           |
|    | Spagna (bandiera)      | C     | Francisco García Hernández   |
|    | Spagna (bandiera)      | C     | Juan Antonio Carcelén García |
|    | Spagna (bandiera)      | A     | Juanito                      |
|    | Spagna (bandiera)      | A     | Santillana                   |
|    | Spagna (bandiera)      | A     | Ito                          |
|    | Spagna (bandiera)      | A     | Isidro Díaz González         |
|    | Spagna (bandiera)      | A     | Francisco Pineda             |
|    | Inghilterra (bandiera) | A     | Laurie Cunningham            |